# Gaucelmo de Rossilhão
Gaucelmo de Rossilhão foi um conde de origem carolíngia e governante de Narbona. Governou entre 829 e 830. O seu governo aconteceu entre os dois períodos governativos de Bernardo de Septimânia - o primeiro, de 828 a 829, e o segundo, de 830 a 832.
Filho de Guilherme de Gellone e membro da família de Guilhelmidas, aparentados  com a família imperial, foi um membro importante da corte imperial de Luís, o Piedoso. Irmão do poderoso Bernardo de Septimânia, foi posicionado na mesma região que ele, a Septimânia e a Marca de Espanha Carolíngia. Ele entrou em conflito com as elites visigóticas e garantiu a supremacia da nobreza franca na região. Mas tendo feito parte de conflitos que oposeram o imperador a seus filhos a partir de 830, ele foi a vítima em 834.

## Infância
Gaucelmo é o filho de Guilherme de Gellone, Duque de Septimânia, e de sua segunda esposa, uma dama franca, Guiborga. Pertencia à importante família dos Guilhelmidas e é portanto um bisneto de Carlos Martel e um primo do imperador Luís, o Piedoso.
Ele sob nos círculos próximos do imperador Carlos Magno, primo de seu pai, já que é identificado um Gaucelmo, Missi Dominici em 807. Em 812, ele recebeu do imperador o condado de Rossilhão, que tinha sido de seu pai Guilherme.

## A luta contra Bera e os Godos da Marca de Espanha
Gaucelmo entra em conflito com Bera I, o poderoso Conde de Girona, de Besalú, de Barcelona, de Razès e de Conflent, porque ele parece ter estado á frente dos partidários de uma paz com os muçulmanos, uma tendência que devia ser maioritária entre os godos de Barcelona. Gaucelmo aproveita as dificuldades que reencontram Bera, após 817, na sua luta contra o aragonês García Galíndez, aliado aos muçulmanos Banu Cassi do vale do Ebro e os bascos de Pamplona, eles mesmos hostis aos francos. Em Fevereiro de 820, uma assembleia geral é convocada em Aachen pelo imperador, Luís, o Pio, à qual visitam Bera e o lugar-tenente Gaucelmo, Sanila, que acusa o conde de Barcelona de traição. O litígio é resolvido por duelo judicial. Bera,batido por Sanila, é exilado em Rouen, enquanto os seus domínios são divididos: Barcelona, Girona, Osona e Besalú são confiados ao Franco Rampon, que não está relacionado com qualquer um dos dois partidos que vêm para competir, mas o Razès e o Conflent permanecem nas mãos do filho de Bera, Guilhemundo.
Gaucelmo permanece próximo de seu irmão, Bernardo de Septimânia, e apoia-o quando ele se torna conde de Barcelona e Girona à morte de Rampon em 826. Ele veio em seu auxílio nesse ano, porque Bernardo, mal investido nos seus condados, enfrenta um grande revolta da nobreza Goda da Marcha espanhola, liderada por Aisso, contra os representantes do poder imperial franco. Eles repelir todos um ataque do Emir de Córdova contra Barcelona, permitindo aos dois irmãos tornarem-se figuras importantes da corte imperial.
Em 828, Gaucelmo está presente em Aachen para participar numa assembleia convocada por Luís, o Piedoso. Nesta reunião, ele obteve os condados de Razès e de Conflent que eram detidos por seu rival Guilhemundo.

## As revoltas dos filhos  de Luís, o Piedoso
Quando, em 829, Bernardo de Septimânia foi chamado à corte de Luís, o Piedoso para assumir o cargo de camareiro e guardar o último filho do imperador, Carlos é Gaucelmo que se encarrega da administração dos condados do irmão. Mas na primavera de 830, os primeiros filhos de Luís, o Piedoso, Lotário, Luís e Pepino revoltam-se contra o pai e o destronam. Bernardo, que caiu em desgraça, retornou a Barcelona, enquanto Lotário exila longe da corte o irmão de Gaucelmo e Bernardo, Heriberto, e seu primo, Odão de Orleães. A situação reverte-se no entanto a favor de Luís, o Piedoso que, na assembleia realizada em Nijmegen em outubro, recuperou o poder e se reconcilia com seus filhos.
Em 831, Pepino, que recebeu o reino de Aquitânia, revolta-se novamente contra o seu pai, apesar do conselho de seu assessor, o conde de Toulouse, de Pallars e  de Ribagorça, Bérenger, mas com o apoio de Bernardo de Septimânia e Gaucelmo. Bérenger entra nos domínios de Bernardo e Gaucelmo, e se apropria do Rossilhão, de Razès e de Conflent. A 2 de fevereiro de 832, ele está em Elne, onde ocupa uma manta e dispensa justiça. Em outubro, as vitórias do exército de Luís, o Pio forçam Pepino e os dois irmãos, Bernardo e Gaucelmo a comparecer perante o imperador na Dieta de JOAC: Pepino é despojado de seu reino e exilado em Tréveris, enquanto os dois condes são privados de seus domínios, doados a Bérenger. Gaucelmo procura resistir e se refuga em Empúries, antes que a mediação de Anségise, o abade de Fontenelle, não o possa fazer ceder. Ele então retirou-se com seus seguidores para a Borgonha.
Em junho de 833, Luís, o Pio foi novamente derrotado por seus três filhos mais velhos revoltados e é deposto. No início do ano seguinte, a situação muda completamente, os dois irmãos Luís e Pepino voltam-se contra Lotário. Luís, o Piedoso, com o apoio de Bernardo de Septimânia, marcha sobre Chalon-sur-Saône, onde está refugiado Lotário. É aqui, lançando mão sobre Gaucelmo, ele ordena que ele seja decapitado, enquanto sua irmã, Gerberga, é colocada num barril e se afoga no rio Saône.